# Mel Damski
Mel Damski (ur. 21 lipca 1946 w Nowym Jorku) – amerykański reżyser i producent filmowy i telewizyjny.

## Życie i kariera
Mel Damski ma północnoeuropejskie korzenie żydowskie, jest jednym z czworga dzieci niemieckich uchodźców. Dorastał w Roslyn na Long Island w stanie Nowy Jork i uczęszczał na Uniwersytet Colgate w ramach stypendium piłkarskiego. Był reporterem Long Island Newsday, zanim przeniósł się do Los Angeles, aby uczęszczać do Konserwatorium AFI w 1972 roku.
Mel Damski wyreżyserował Psych. Oprócz swojej długiej kariery reżyserskiej, obejmującej 29 filmów i dziesiątki odcinków, wykładał film i telewizję na NYU, USC i AFI.

## Nagrody i nominacje
- W 1998 roku wraz z Andreą Blaugrundem był nominowany do Oscara za najlepszy krótkometrażowy film dokumentalny za film Still Kicking: The Fabulous Palm Springs Follies[6].
- Nominacja do nagrody Emmy (1981) za wybitną reżyserię serialu dramatycznego American Dream[7].
- Nominacja do nagrody Emmy (1979) za wybitną reżyserię w serialu dramatycznym Lou Grant (1977) za odcinek „Morderstwo”[7].